# Aldabrachelys gigantea hololissa
Aldabrachelys gigantea hololissa – podgatunek żółwia olbrzymiego – gatunku żółwia z rodziny żółwi lądowych (Testudinidae). Dawniej bywał przez niektórych autorów uznawany za osobny gatunek. Prawdopodobnie wymarł na wolności od połowy XIX wieku ze względu na nadmierną eksploatację na Seszelach. W 2011 roku reintrodukowano niewielką populację na wyspę Cousine.
Długość karapaksu samców do 148 cm, a samic do 114 cm. Największy odnotowany samiec miał karapaks o długości 175 cm, a największa samica – 147 cm.
Wiek osiągnięcia dojrzałości płciowej nie jest znany, zakłada się, że podobnie jak u innych Aldabrachelys wynosi 16–25 lat. Żywotność ocenia się na ponad 100 lat.